# Храм Петра и Павла (Химки)
Храм Петра и Павла — православный храм в городе Химки Московской области. Относится к Сергиево-Посадской епархии Русской православной церкви.

## История

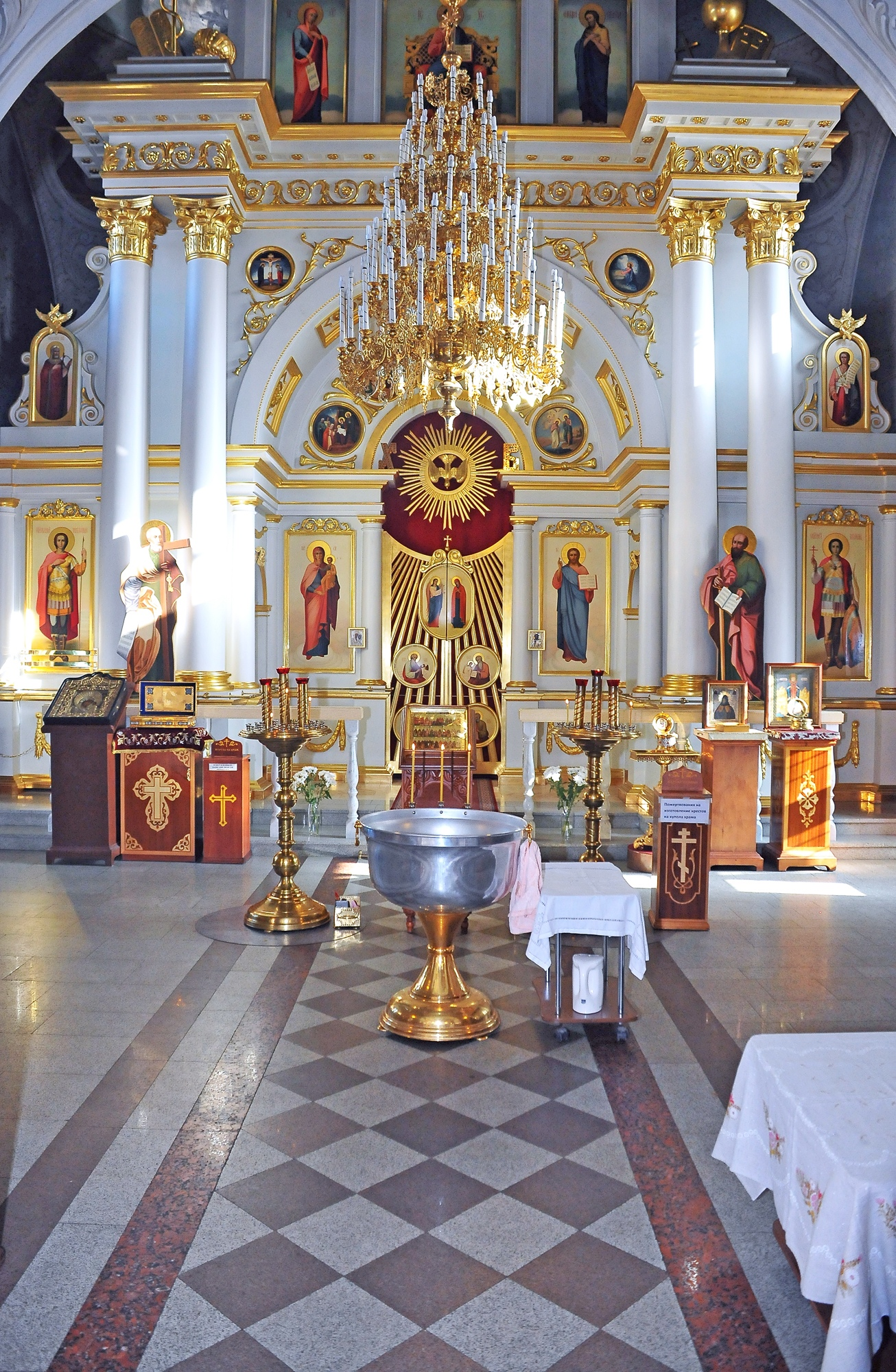
убранство храма

Химкинский храм апостолов Петра и Павла отметил в 2015 году свое 345-летие. Это старейший храм на территории округа. Первое упоминание о деревянной Петропавловской церкви встречается в приходных книгах Патриаршего казенного приказа за 1670 год . В 1734 году из-за ветхости церкви был выстроен новый деревянный храм. После покупки имения Апухтиными уже весной в 1822 года начинается строительство каменного храма, а с 18 августа 1822 г. указом Консистории священник Василий Павлович Русинов был назначен настоятелем новой каменной Петропавловской церкви. Строительство храма завершилось только в 1829 году.
После революционных событий 1917 года здание церковно-приходской школы было отобрано, ликвидирована богадельня, а храм закрыт.
Точная дата закрытия храма не известна. Предположительно это произошло накануне Великой Отечественной войны, поскольку известно, что во время войны в храме изготавливали бутылки с зажигательной смесью «коктейль Молотова» для защиты города Москвы. Жители Химок с 1946 просили руководство города сохранить храм, как историческую и культурную ценность и устроить в нём библиотеку. Но было принято решение передать здание храма в пользу народно-хозяйственных построек. В результате эксплуатации мыловаренного производства, а затем в 50-х годах литейно-алюминиевого цеха, были повреждены и уничтожены все росписи стен. В результате пожара в 1952 году у церкви обвалился купол. В советское время храм был закрыт до конца 1991 г.
В конце 1991 года храм частично был передан православному приходу, а в январе 1992 г. в нём возобновились богослужения. В советское время в здании храма располагались различные организации. Сторонние организации полностью покинули территорию храма только в 2004 году. Важно отметить активную помощь администрации города Химки в восстановлении храма и возрождении приходской жизни.
12 июля 2011 года состоялось великое освящение Петропавловского храма г. Химки. Его совершил архиепископ Можайский Григорий.
По благословению Управляющего Московской Епархии установлено общее празднование Новомученников церковного округа в третье воскресение сентября каждого года. В храме находятся их соборный образ.
Сейчас богослужения в храме совершаются ежедневно. В процессе восстановления храма сооружены два придела, объединённых общей галереей. Приделы посвящены праздникам Покрову Пресвятой Богородицы и преподобномученнику Гавриилу (Яцику), который в 1930-х годах был настоятелем этого храма, но был расстрелян в 1937 году на полигоне Бутово под Москвой и погребен в безвестной общей могиле.
В храме завершена роспись стен, которая соответствует эпохе постройки. При храме существуют воскресная школа для детей и взрослых, функционирует православная библиотека, издаётся православная газета «Верую». С лета 2007 года организована благотворительная трапезная, которая ежедневно кормит свыше 50 человек.
12 июля 2015 года на престольный праздник митрополит Ювеналий совершил Божественную литургию в Петропавловском храме города Химки. У ворот храма Владыку встречали благочинный Химкинского церковного округа протоиерей Артемий Гранкин, настоятель храма игумен Владимир (Денисов), руководитель местной администрации В. В. Слепцов и глава городского округа Химки, председатель совета депутатов А. П. Дряннов. Его Высокопреосвященству сослужили протоиерей Артемий Гранкин, благочинный Домодедовского церковного округа протоиерей Александр Васильев, благочинный Долгопрудненского церковного округа протоиерей Андрей Хмызов, клирики Химкинского благочиния. За Божественной литургией Владыка митрополит вознес молитву о мире на Украине. По окончании Литургии был совершен крестный ход с освящением закладного камня на месте строительства духовно-просветительского центра при Петропавловском храме.
23 сентября 2023 года епископ Сергиево-Посадский и Дмитровский Кирилл совершил Великое освящение придела в честь преподобномученика Гавриила (Яцика) в храме святых апостолов Петра и Павла в Химках и Божественную литургию в новоосвященном приделе.
Его Преосвященству сослужили: благочинный Химкинского церковного округа протоиерей Артемий Гранкин, настоятель храма в честь святых апостолов Петра и Павла в Химках протоиерей Николай Косых, благочинный Солнечногорского церковного округа протоиерей Антоний Тирков, благочинный Дмитровского церковного округа иеромонах Иосиф (Романов), благочинный Клинского церковного округа иерей Михаил Поляков, а также приглашенное духовенство.

### Престолы
- св.апп. Петра и Павла
- Покрова Пресвятой Богородицы
- св. Гавриила Яцика

### Архитектура
Архитектор: Осип Бове.
Кирпичная однокупольная церковь в стиле ампир, сооруженная в 1822—1829 на средства Г. П. и Е. Г. Апухтиных. Колокольня пристроена в 1848—1849. Были устроены один над другим Покровский и Петропавловский престолы. Закрыта в кон. 1930-х, венчания сломаны, занята ДОСААФ. Возвращена верующим в 1991, отреставрирована. В 2006—2009 к церкви пристроена новая трапезная, в которой размещены приделы — Покровский и прмч. Гавриила (Яцика).

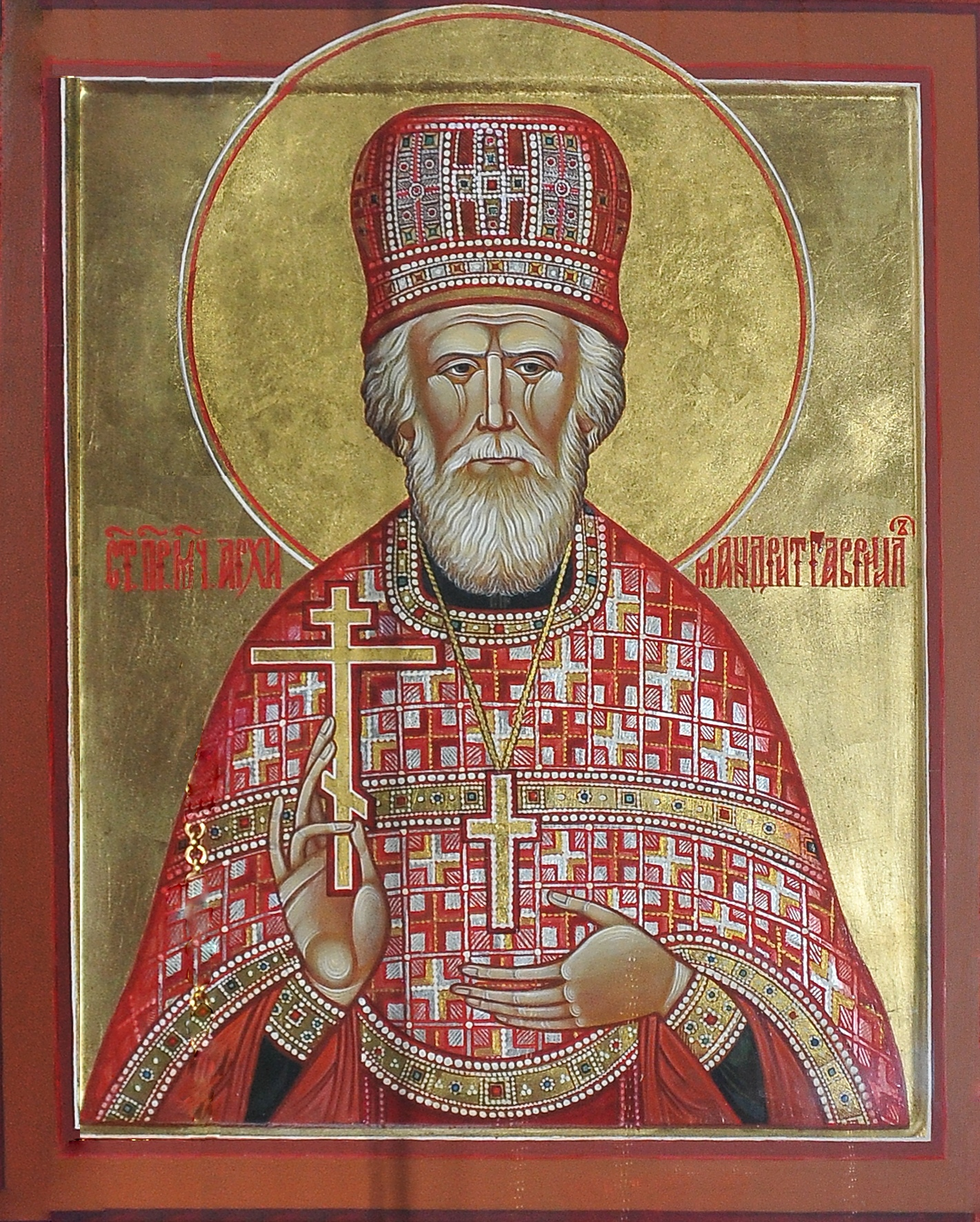
Святой Преподобномученик Архимандрит Гавриил(Яцик)
Святой преподобномученик Гавриил родился 20 ноября 1880 года в городе Борзна Черниговской губернии в семье торговца Петра Яцика, содержавшего небольшую кожевенную мастерскую.
В 1901 году юноша окончил в Киеве учительскую семинарию и в 1906 году поступил послушником в Свято-Троицкую Сергиеву Лавру. Исполнял послушание в лаврской типографии, где был помощником заведующего. В мае 1917 года был мобилизован и направлен рядовым в 56-й полк в Кремлёвские казармы. В 1918 году в Троице-Сергиевой Лавре принял монашеский постриг с именем Гавриил. В 1919 году монах Гавриил был арестован Саратовской ЧК по подозрению в том, что он является профессиональным военным и белогвардейцем. После того, как в ЧК убедились, что это не так, он был освобожден.
В 1920 году монах Гавриил поселился в Донском монастыре и в том же году был рукоположен во иеродиакона. В стенах этой древней московской обители в 1920-х годах часто служил исповедник веры Христовой Святейший Патриарх Тихон, здесь его многие месяцы содержали под строгим домашним арестом. В 1924 году иеродиакон Гавриил был рукоположен во иеромонаха, а в 1929 году — возведен в сан архимандрита Вскоре Донской монастырь был закрыт и отец Гавриил был назначен настоятелем Петропавловской церкви села Петровское-Лобаново Красногорского района Московской области. Отец Гавриил был арестован 7 сентября 1937 года, в разгар гонений на Русскую Православную Церковь, и заключен под стражу в Таганскую тюрьму. При обыске во время ареста в доме среди церковной литературы были найдены две книги: «Первые дни христианства» Ф. В. Фаррара и «Великое в малом» Сергея Нилуса. На первом допросе, состоявшемся 8 сентября, следователь спросил:
— Для какой цели вы использовали эти книги?
— Обе эти книги я взял ещё до революции в 1912 году в Троице-Сергиевой Лавре, где они печатались, а я работал в этой типографии помощником заведующего. Книга «Первые дни христианства» сочинения Ф. В. Фаррара является и до сих пор моей настольной книгой, отдельные положения из которой я использую для проповедей в церкви. Вторую книгу «Великое в малом» я храню у себя для коллекции, она издавалась при участии известного архиепископа Вологодского Никона (Рождественского). Используя в беседах с гражданами некоторые положения из указанной книги, я по вопросу о гонении на веру православную ничего не говорил, кроме только того, что я заявлял: гонение на веру Христову было, есть и будет; не удивляйтесь этому… 11 сентября следователем был допрошен в качестве свидетеля священник, служивший в храме одного из соседних сел, который на поставленные вопросы отвечал, что отец Гавриил «внешне создает видимость подражания в образе своей личной жизни житиям святых, которые он часто читает, как бывший монах… Сам он был враждебно настроен к советской власти… цитируя из Откровения Иоанна Богослова, Яцик указывал на правильность ряда его положений, так как знамение этого он видит в распространении безверия, что, по его мнению, „подтверждает о близком пришествии царства антихриста. Сейчас советская власть, закрыв монастыри и церкви, сеет безверие“. В этом Яцик обвинял власть советскую».
15 сентября следователь снова допросил отца Гавриила.
— Вы выдавали себя среди населения поселка Химки за «святого, целителя недугов». Дайте по существу этого показания.
— За святого себя не выдавал, а отвечал на просьбы чтением молитв по желанию, другого по этому вопросу ничего не могу сказать… Никогда никакой агитации против советской власти не проводил и себя виновным в этом не могу признать.
16 сентября следователь допросил священника, служившего вместе с отцом Гавриилом в Петропавловском храме. На предложение следователя рассказать «о контрреволюционных разговорах Яцика среди окружающих» лжесвидетель дал такой ответ: «Священник Яцик Гавриил Петрович ярый противник советской власти…»
20 сентября следователь в последний раз допросил отца Гавриила.
— Чем вы занимались до ареста?
— Я служил священником в Петровском-Лобанове.
— Вы обвиняетесь в антисоветской агитации. Признаете себя виновным в этом?
— Нет, не признаю.
22 сентября 1937 года тройка НКВД приговорила отца Гавриила к расстрелу, и на следующий день, 23 сентября 1937 года, он был расстрелян на полигоне Бутово под Москвой и погребен в безвестной общей могиле.
Определением Священного Синода Русской Православной Церкви от 7 мая 2003 года архимандрит Гавриил (Яцик) был прославлен в Соборе святых Новомучеников и Исповедников Российских.